# Casa y jardín de topiaria Ladew
La Casa y jardín de topiaria Ladew (en inglés : Ladew Topiary Gardens) es un jardín con topiaria de veintidós acres (8.9 hectáreas) ubicado en Monkton, Maryland. Los jardines fueron establecidos en 1930 por Harvey S. Ladew (1887-1976), miembro de la alta sociedad y cazador, quien en 1929 había comprado una granja de 250 acres (100 hectáreas) para construir su casa solariega. La casa y los jardines están abiertos de abril a octubre, los días de semana y fines de semana, se carga una cuota de admisión.
Los jardines contienen quince secciones de jardín, cada uno de estos espacios dedicado a un solo color de floraciones de plantas, o un tema, organizados en torno a dos ejes transversales con vistas. Los ejes se encuentran en un estanque ovalado. El jardín es especialmente reconocido por sus trabajos de topiaria, que fueron influenciados en gran medida por los numerosos viajes que realizó Ladew a Inglaterra, donde iba con frecuencia a la caza del zorro. Ladew mandó realizar topiarias que representan una cacería de zorro con caballos, jinetes, perros y zorros, un junco chino con velas, cisnes, y una jirafa, entre otros. Estos jardines fueron ensalsados como un «exquisite garden estate» (exquisitos jardines de finca) por The New York Times. El Garden Club of America lo ha descrito como «el jardín de topiaria más destacado en Estados Unidos». Los jardines también contienen un paseo por la naturaleza de 1.5 millas (2,4 km). 
La casa fue construida en etapas, a partir de finales del siglo XVIII, con un añadido de mediados del siglo XIX y otras ampliaciones en el siglo XX. La biblioteca oval es particularmente notable, y ha sido considerada «una de las 100 habitaciones más bonitas en Estados Unidos». Tanto los jardines como la casa, que contienen una buena colección de muebles antiguos ingleses, abrieron sus puertas al público en 1971.